# Minelægger
 Der er for få eller ingen kildehenvisninger i denne artikel, hvilket er et problem. Du kan hjælpe ved at angive troværdige kilder til de påstande, som fremføres i artiklen.

En minelægger er som regel et skib specielt designet til at udlægge søminer. I princippet kan alle orlogsfartøjer og til nød også færger være minelæggere. Ubåde og bombefly har siden 1. verdenskrig udlagt adskillige minefelter.
Der er primært to typer minelæggere, minelæggere til udlægning af selvvirkende minefelter og minelæggere til lægning af kabelkontrollerede felter.
Minelæggere til selvvirkende felter er skibe, der er i stand til at droppe miner overbord fra et par skinner på agterdækket. 

## Minelæggere i den danske flåde
Danmark har haft mange af den slags minelæggere, de sidste fire (og også de største) var N80 FALSTER, N81 FYEN, N82 MØEN og N83 SJÆLLAND.[kilde mangler]
Minelæggere til kabelkontrollerede felter kræver specialister og kabellast om bord. Alle miner har ledninger der splejses sammen i kontrolbokse, der typisk sættes i land, hvorefter minefeltet kan aktiveres/deaktiveres efter behov.
Danmark har haft 5 kabelminelæggere: N40 LAALAND, N41 LOUGEN, N42 LANGELAND, N43 LINDORMEN og N44 LOSSEN.
Danske minelæggere (nyeste først):
- LINDORMEN-klassen (1978-2004) (kabelminelægger)
- FALSTER-klassen (1963-2004)
- BESKYTTEREN-klassen (1954-1964) (oprindeligt landgangsfartøj)
- LANGELAND (1951-1987)
- LOUGEN-klassen (1941-1974) (kabelminelægger)
- LINDORMEN (1940-1970) (Også flådens sidste dampskib)
- MINEDEPOTBAADE (1925-1956) (oprindeligt troppetransportskibe)
- Minekran Nr. V og VI (1917-1943)
- LOSSEN (1911-1943)
- HJÆLPEREN (1891-1923) (oprindeligt dampmineskib)
- Minekran Nr. IV (1884-1930)
- Minekran Nr. III (1878-1922)
- Minekran Nr. II (1876-1922)
- Minekran Nr. I (1872-1896)
- MINEBAADE (1884-1950) Nr. 8,9 og 10 (oprindeligt troppetransportbåde)
- MINEBAADE (1864-1950) Nr. 5,6 og 7 (oprindeligt troppetransportbåde)
- MINEBAADE (1858-1946) Nr. 1,2,3 og 4 (oprindeligt troppetransportbåde)

Ud over de her nævnte har mange af flådens øvrige skibe har, eller har haft, minelægningskapacitet.
Den danske spillefilm Piger til søs ombord på  N80 FALSTER, hvor man også kan se hvorledes minerne kan droppes overbord.